# Crocicchia
Crocicchia (korsisch A Crucichja) ist eine französische Gemeinde auf der Insel Korsika. Sie gehört zur gleichnamigen Region, zum Département Haute-Corse, zum Arrondissement Corte und zum Kanton Golo-Morosaglia. Die Bewohner nennen sich Crucichjacci.

## Geografie
Der Dorfkern liegt im korsischen Gebirge sowie im Tal des Flusses Golo auf 650 Metern über dem Meeresspiegel. Nachbargemeinden sind
- Campile im Norden,
- Monte im Nordosten,
- Penta-Acquatella im Südosten,
- Ortiporio im Süden,
- Bisinchi im Westen.

Zu Crocichia gehören neben der Hauptsiedlung auch fünf Weiler, darunter der Ortsteil Sant Andrea. Die Gemeindegemarkung wird von der Départementsstraße D 515 durchquert.

## Bevölkerungsentwicklung
| Jahr      | 1962 | 1968 | 1975 | 1982 | 1990 | 1999 | 2008 | 2013 |
| --------- | ---- | ---- | ---- | ---- | ---- | ---- | ---- | ---- |
| Einwohner | 99   | 79   | 58   | 48   | 62   | 50   | 43   | 54   |

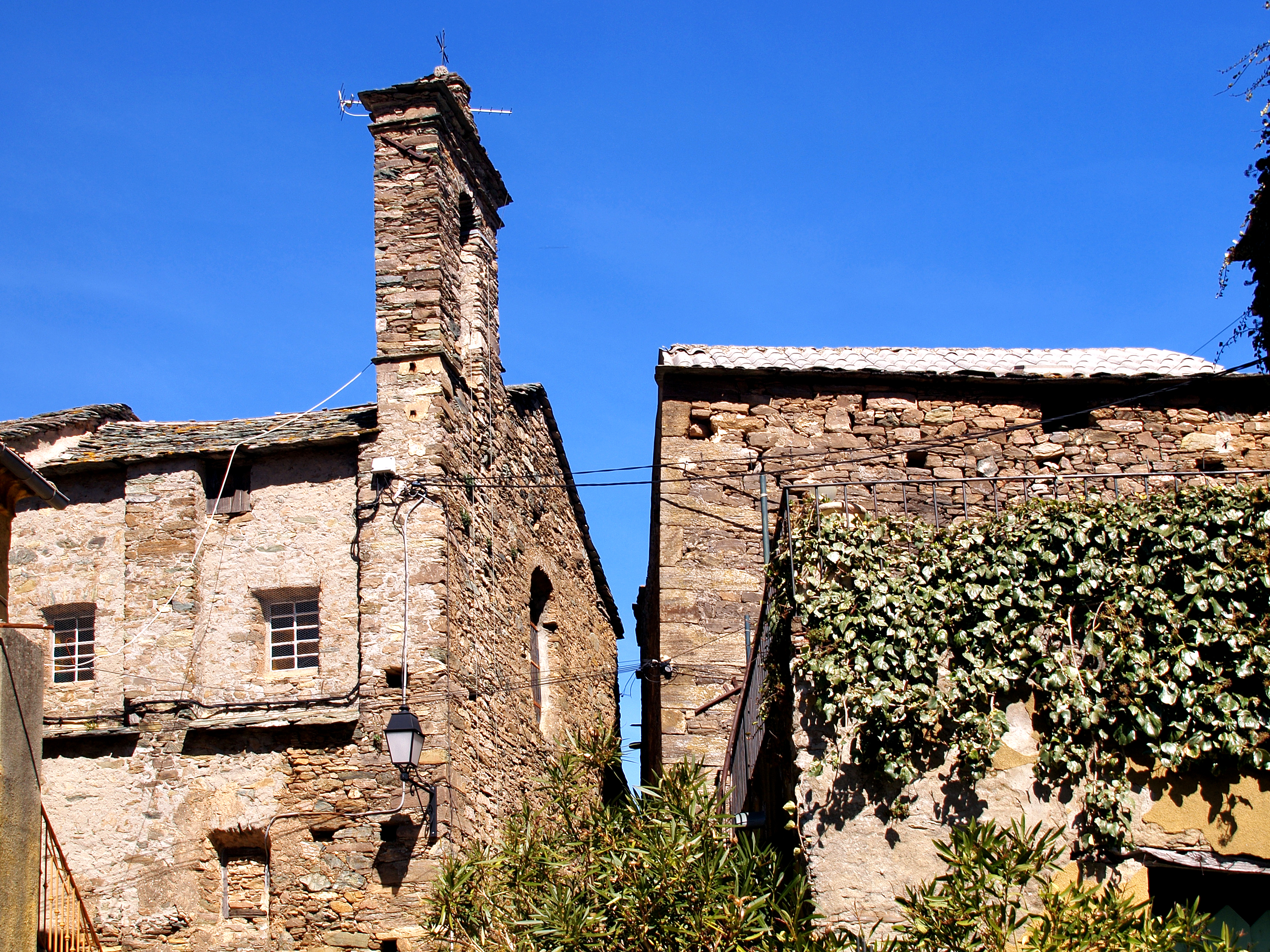
Kirche Annunziata
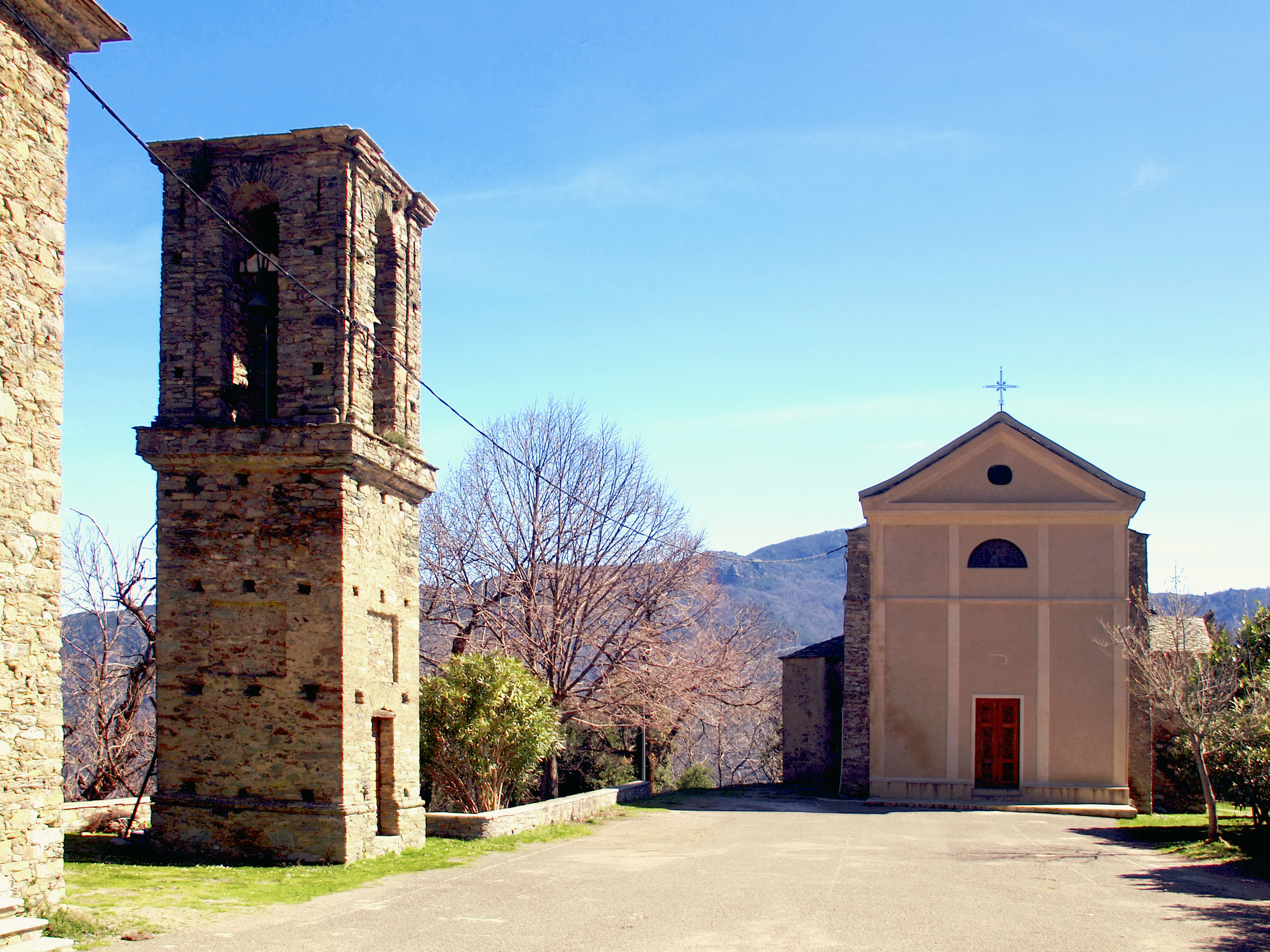
Kirche Sant-Andrea mit dem dazugehörenden Kirchturm
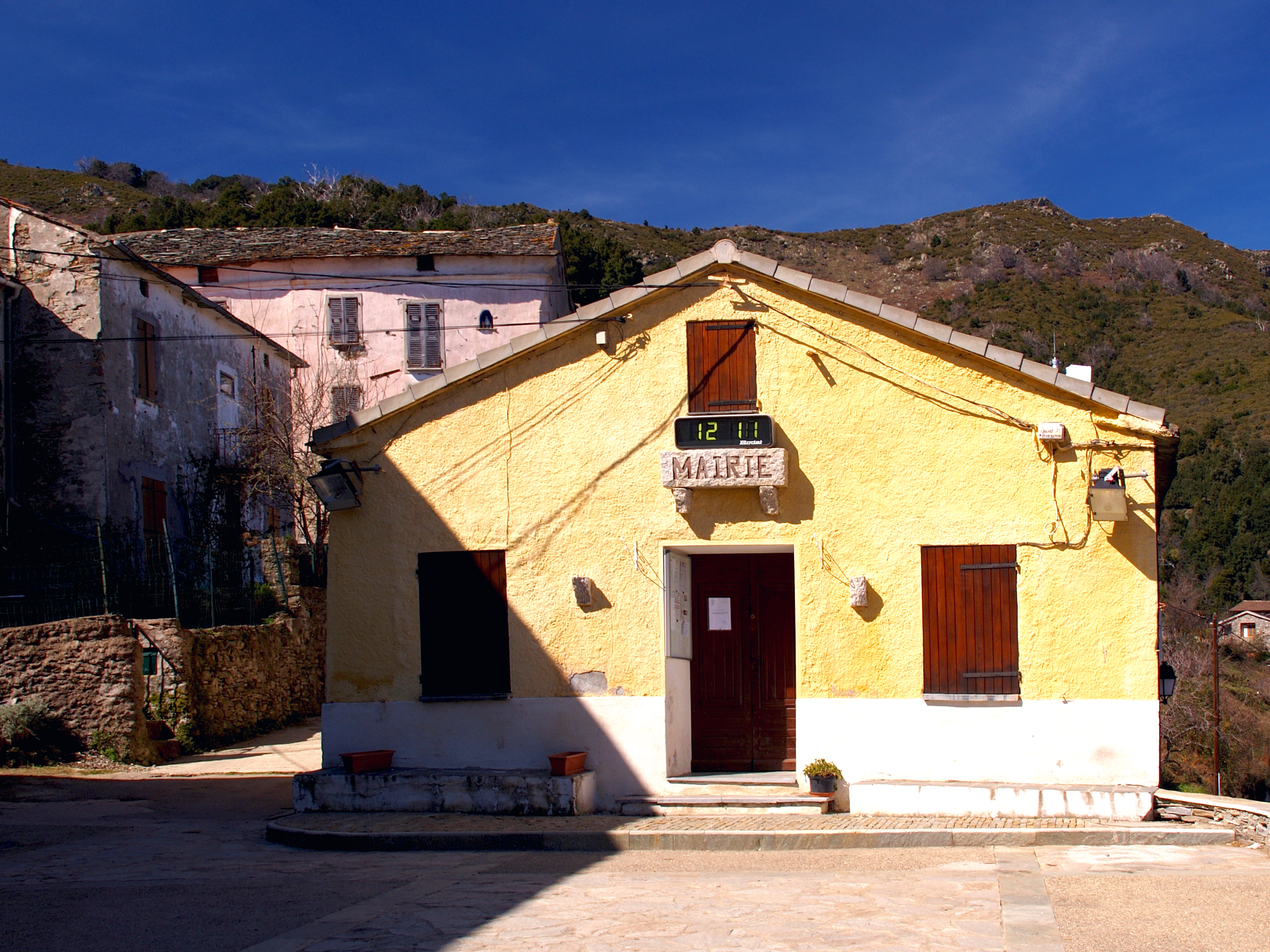
Mairie